# Mycteroperca cidi
Mycteroperca cidi é uma espécie de peixe da família Serranidae.
É endémica de Venezuela.